# Тустань
Ту́стань — середньовічна наскельна фортеця-град і митниця XII—XVI століть, давньоруський наскельний оборонний комплекс, залишки якого збереглися в Українських Карпатах (Верхньодністровських Бескидах), у підніжжя котловини південних схилів Воронового хребта, у Стрийському районі Львівської області, поблизу села Урич, що на південь від міста Борислава та південний схід від селища Східниця. Унікальна пам'ятка історії, археології, архітектури та природи розміщена серед лісового масиву Підгородцівського лісництва та входить до складу Державного історико-культурного заповідника «Тустань».
Фортеця Тустань була волосним центром, а також митним пунктом на важливому соляному шляху, що вів з Дрогобича на Закарпаття та до Західної Європи. Перші письмові згадки про
Тустань відносять до 1340 року, а останні — до 1565 року. На шляху зі Львова через Стрий та Верецький перевал був ще один прямий шлях на Мукачеве, Берегове, Токай, Бесермень. На цьому шляху в XIV — XVI століттях головною митницею була Тустань. Тут збирали соляне мито і мито за переганяння худоби.

## Геологія і геоморфологія

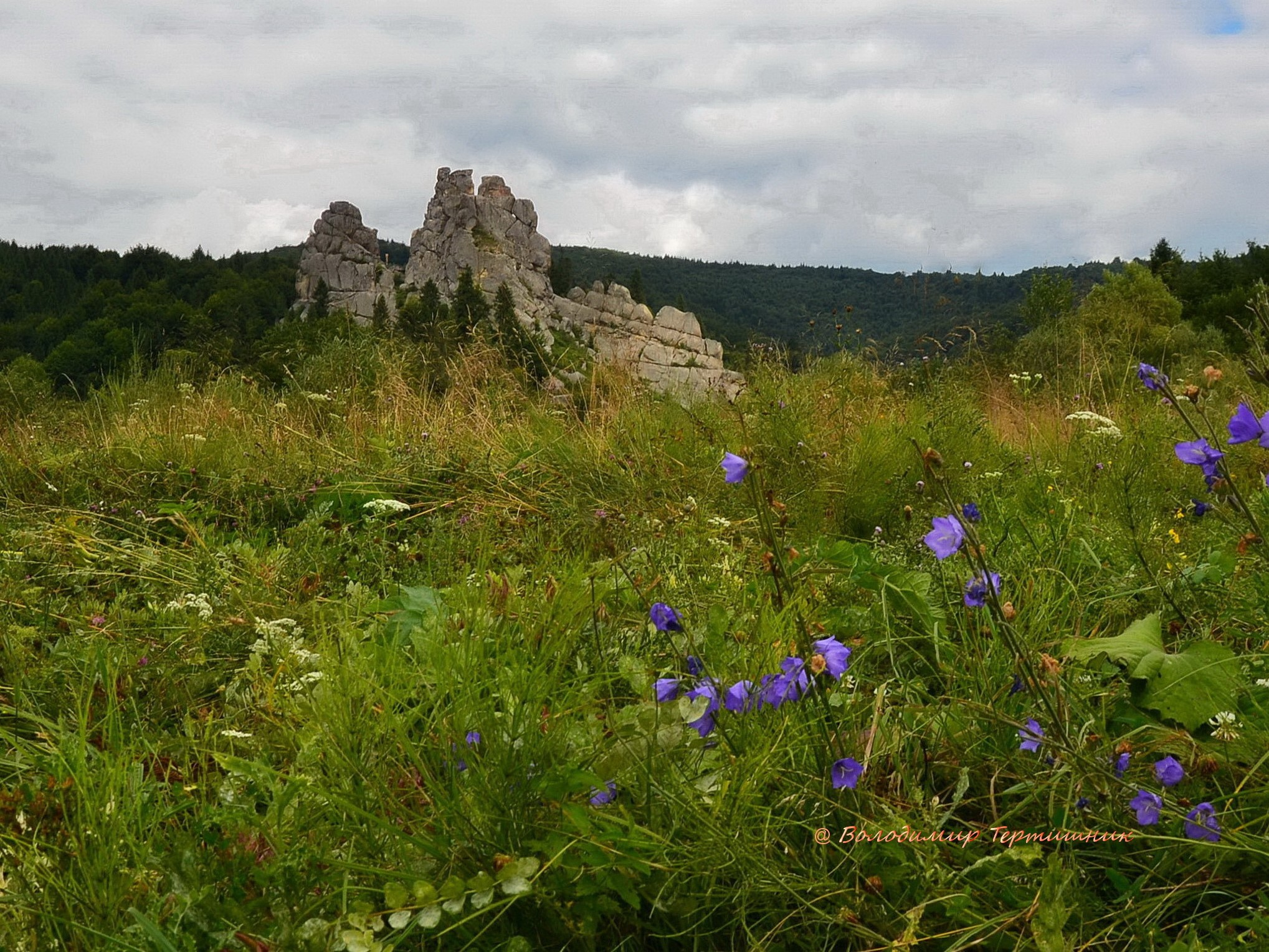
Туристичні стежини Тустані

Скельний комплекс Тустані — це ерозійні останці субвертикально залягаючих шарів пісковику ямненської світи палеогену. Характеризуються майже вертикальним заляганням верств осадових відкладів з їх екзотичною матрацоподібною та кулястою текстурами. Форма і характер скель сформувалися внаслідок вивітрювання і залежать від літологічного складу пісковику. У мезозої та палеогеновому періоді кайнозою, за часів існування прадавнього океану Тетіс, тут нагромадилися потужні товщі намулу. Близько 25 мільйонів років тому, в неогеновий період кайнозою, разом з утворенням нинішніх Карпат були вже сформовані камені-пісковики, деякі з них у процесі гороутворення піднялися на поверхню землі. В геологічній науці вони відомі як ямненські (назва походить від колишнього села Ямна). У комплексі урицьких скель виділяють окремі останці: Камінь, Острий Камінь, Мала Скеля, Жолоб (Орел).
В одних місцях пісковики виступають у формі великих монолітів, в інших — у формі безладно нагромаджених брил. Є багато тріщин, ніш, невеликих печер, у тому числі рукотворних.

## Походження назви
Назва Тустань має праслов'янське походження і належить до типу присвійних, тобто походить від імені власника або засновника поселення чи місцевості. Ім'я особи можна реконструювати як Тустан зі значенням «сильний, міцний, відважний, завзятий». В українській ономастиці деякі назви творять окремі топономастичні типи як щодо форми й географічного поширення, так щодо змісту, наприклад, назви на -ичі, -енки, -ята визначають здебільшого родово-патронімічний тип із значенням: сини, спадкоємці особи, поданої в основі назви, наприклад, Вишатичі (: сини, спадкоємці Вишати), Тустановичі (сини, спадкоємці Тустана), Остапенки (сини Остапа), Лукатчата (сини Луки) й ін.

Народна етимологія (зафіксована ще польським істориком Станіславом Сарницьким 1585 р.) виводить назву від словосполучення «тут стати».
Існує припущення про запозичення германських еквівалентів з праслов'янської мови, в якій праслов'янське tynъ пов'язане з tyti «густо рости» і первісно означало «густі зарості». Назва може бути утворена від tyti «густо рости» і стан (латинського «status»; в сучасній англійській мові — «state»).

## Історія
В середині XII ст. Тустань поряд з такими містами як Перемишль, Звенигород, Сянок, Удеч, Городок, Ярослав, Вишня, Гологори, Синевидсько, Спас, Сіль, Львів, Дроговиж, Самбір, Тухля  входила до Перемиського князівства. Згодом фортеця була головним (в цьому регіоні Карпат) прикордонним центром між Галицько-Волинським князівством та Угорщиною, а після входження першого до складу Польського королівства — між Польським королівством та Угорщиною.
Найдавніша писемна згадка про Тустань знаходиться у праці польського хроніста Янка з Чарнкова який був підканцлером польського короля Казимира III. У своїй хроніці, яка охоплює події протягом 1363—1384 рр. серед міст і градів Руської землі, які наново укріпив король він згадує «Лямбург або Львів, місто Перемишль, місто і град Сянок, місто Коросно, гради Любачів, Теребовля, Галич, Тустань». Якщо Янко з Чарнкова нічого не згадує про захоплення Тустані, то інший польський хроніст Ян Длугош (1415—1480), прямо вказує на те, що у 1340 р. «Король Казимир протягом одного літа захоплює під свою владу всю Русь»: «Казимир… в день народження Іоанна Хрестителя рушив до Руської землі і там опанував міста і замки Перемишль, Галич, Луцьк, Володимир, Сянок, Любачів, Теребовлю, Тустань, інші руські міста і кріпості». Згадки цих двох хроністів вказують на те, що Тустань як оборонна фортеця вже існувала до її захоплення польським королем у XIV ст. Про це свідчать і дані археологічних досліджень.
Найдавніша документальна згадка про Тустань міститься в буллі Папи римського Боніфація IX від 15 травня 1390 року, в якій йдеться про передачу Владиславом Опольським міста Рогатина, замків в Олеську і Тустані, з округами, хуторами, майном і всіма угіддями, а також десятини солі у Дрогобичі та Жидачеві для новозаснованої Галицької католицької дієцезії.
Окрім оборонної Тустань виконувала і адміністративну функцію і була центром волості. Про це свідчить королівська дарча грамота на село Крушельницю від 4 листопада 1395 р. У ній вказується, що село Крушельниця Тустанської волості надається в дар вірним слугам Івану та Даміану і їхнім синам з усім добром… з лісами, полонинами, нивами, сіножатями.
Згодом фортеця переходить під владу польських магнатів та шляхти. Доказом цього є дарча королівська грамота від 1539 р. Король на прохання Яна з Тарнова дарує Миколаєві Блізінському та його спадкоємцям «фортецю Тустань, а власне лише скелю у стрийських горах поблизу кордону з Угорщиною». Вони зобов'язувались «власним коштом і заходами цей замок на згаданій скелі обороняти, відновити, укріпити і підтримувати в належному стані». Невідомо, чи була фортеця Тустань відремонтована та укріплена, проте 1541 р. Блізинський дарує село «Підгородці і фортецю Тустань» Янові з Тарнова.
Тустань була митницею. Через неї проходив торговий шлях, яким купці перевозили сіль. Шлях пролягав з Дрогобича через сучасне село Тустановичі, далі через Тустань і село Підгородці, яке було передмістям фортеці, а потім долинами річок Стрий та Опір виходив до карпатських перевалів. Звідти шлях йшов до країн Західної Європи. На існування торгового шляху вказують топоніми Підгостинець, Гостинець, а також гора Товар. З купців залога Тустані брала мито та забезпечувала їм охорону під час перевезення їхніх товарів.
Те, що фортеця Тустань існувала включно до XVI ст., підтверджують матеріали археологічних досліджень та документи: остання відома письмова згадка про фортецю датується 1565 роком. Вона подана у Люстрації Дрогобицької соляної жупи. У ній зазначено: «…у Тустані беруть мито від купців, котрі йдуть горами, минаючи Дрогобич. Оренда мита… чинить 14 злотих».
Поступовий занепад фортеці спричинили декілька чинників:
- 1) економічний: у XVI ст. країни Центральної Європи розробляють власні поклади солі, а тому відпадає потреба її вивозу з Галичини. Тустань втрачає роль митниці;
- 2) політичний: у зв'язку зі стабілізацією політичних взаємин Польщі та Угорщини і просуванням польських кордонів на схід, Тустань перестає відігравати роль прикордонної оборонної фортеці;
- 3) військовий: зміни у військовій техніці і, відповідно, у військовій тактиці, призвели до втрати оборонного значення замку.

## Світлини

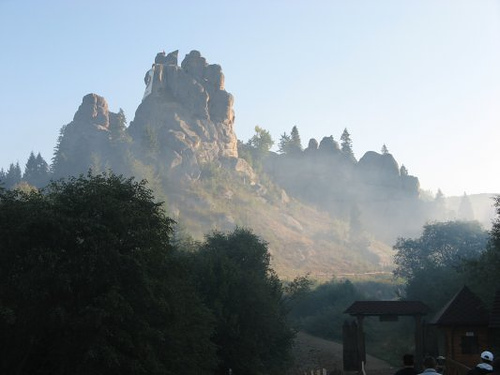
Світанок у Тустані
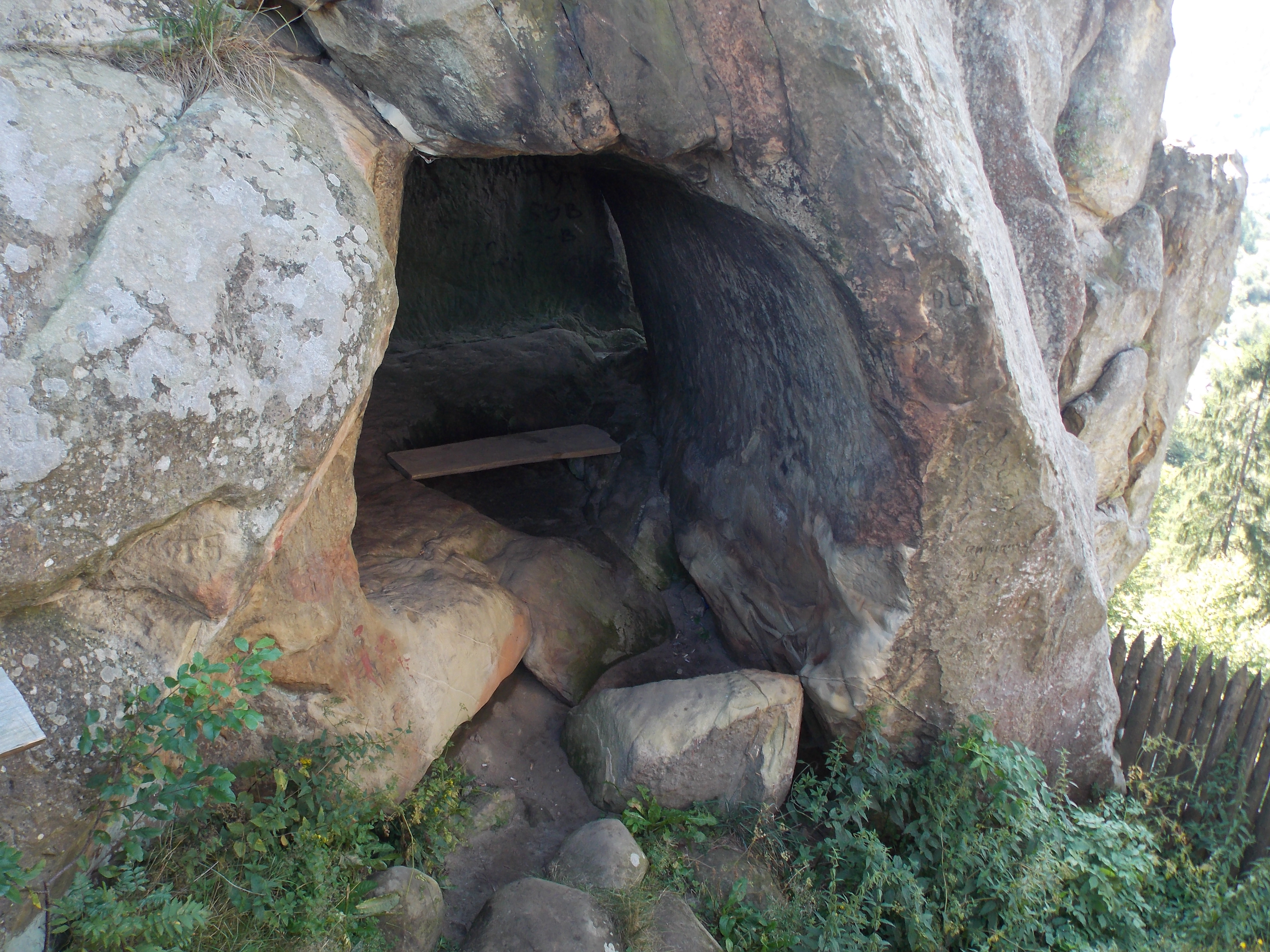
Печера
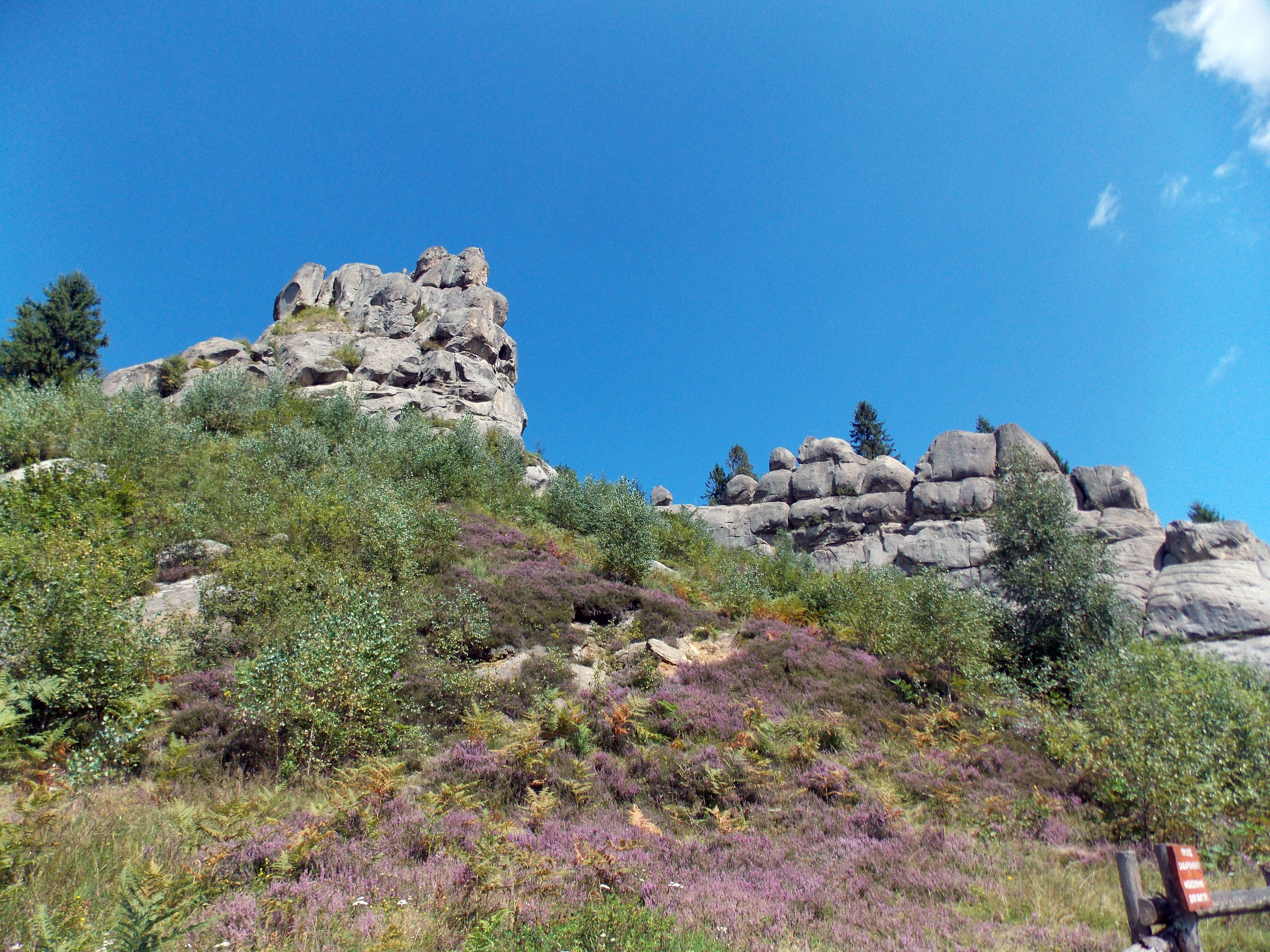
Літо у заповіднику
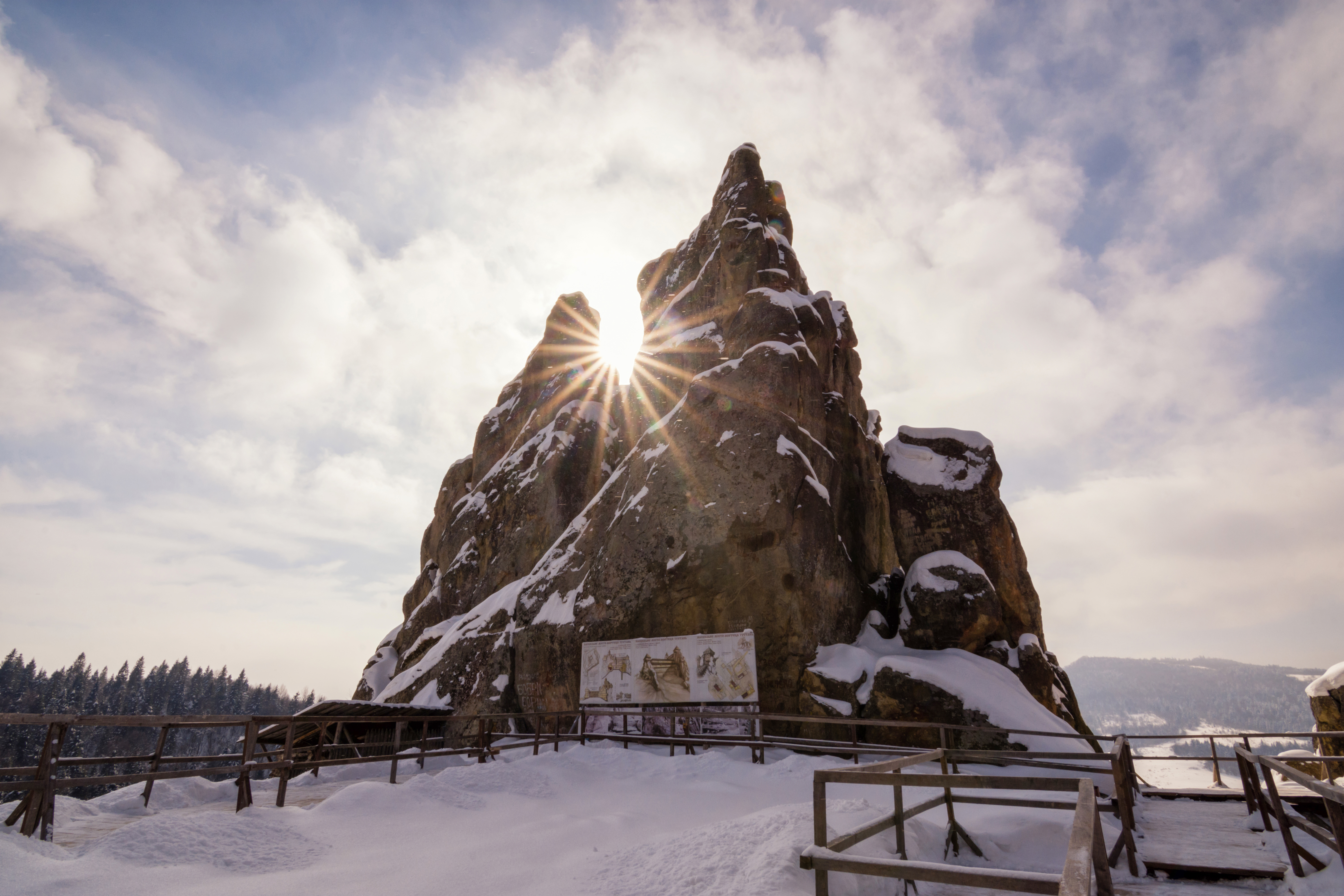
Скелі взимку
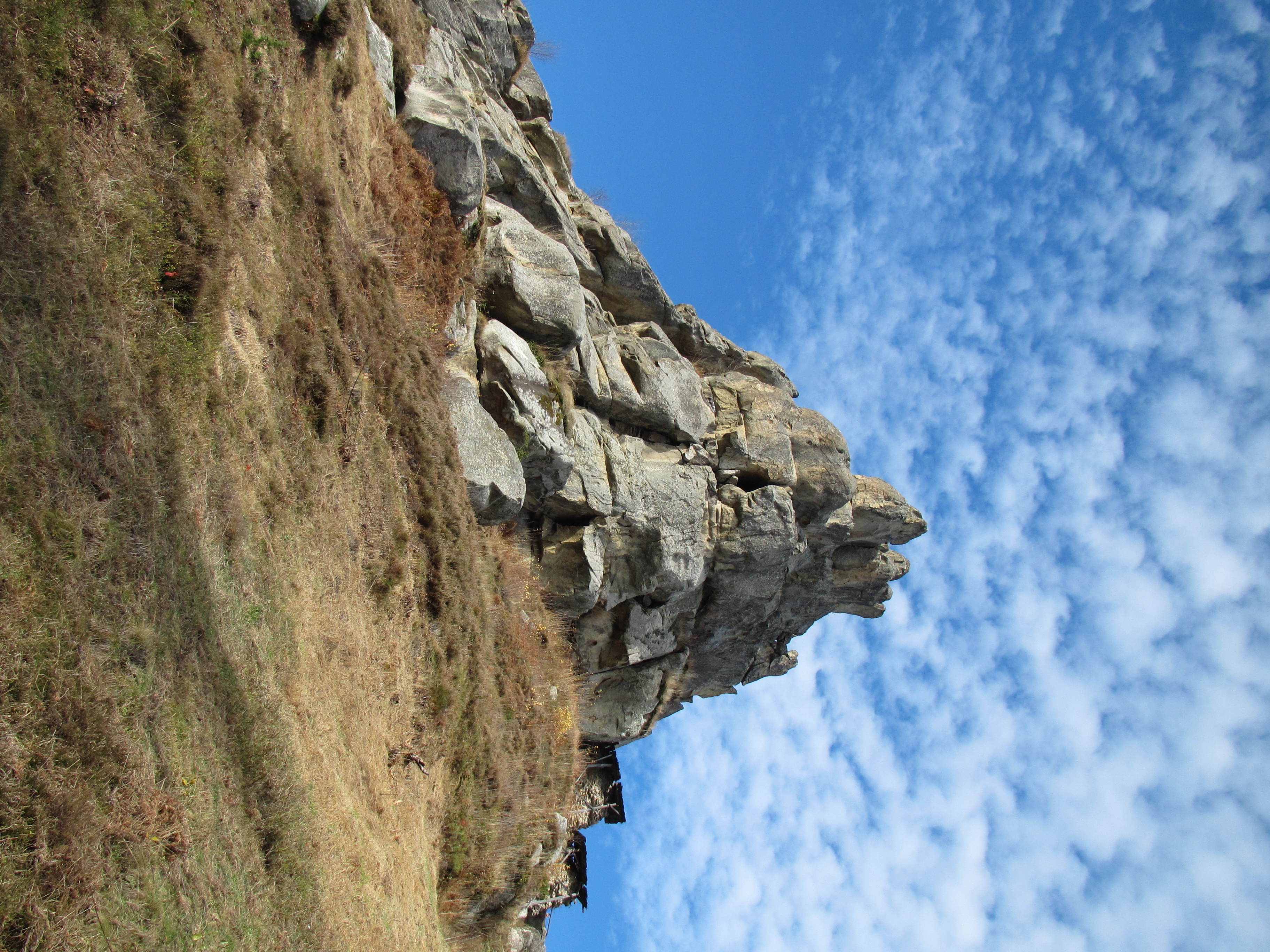
Скелі восени
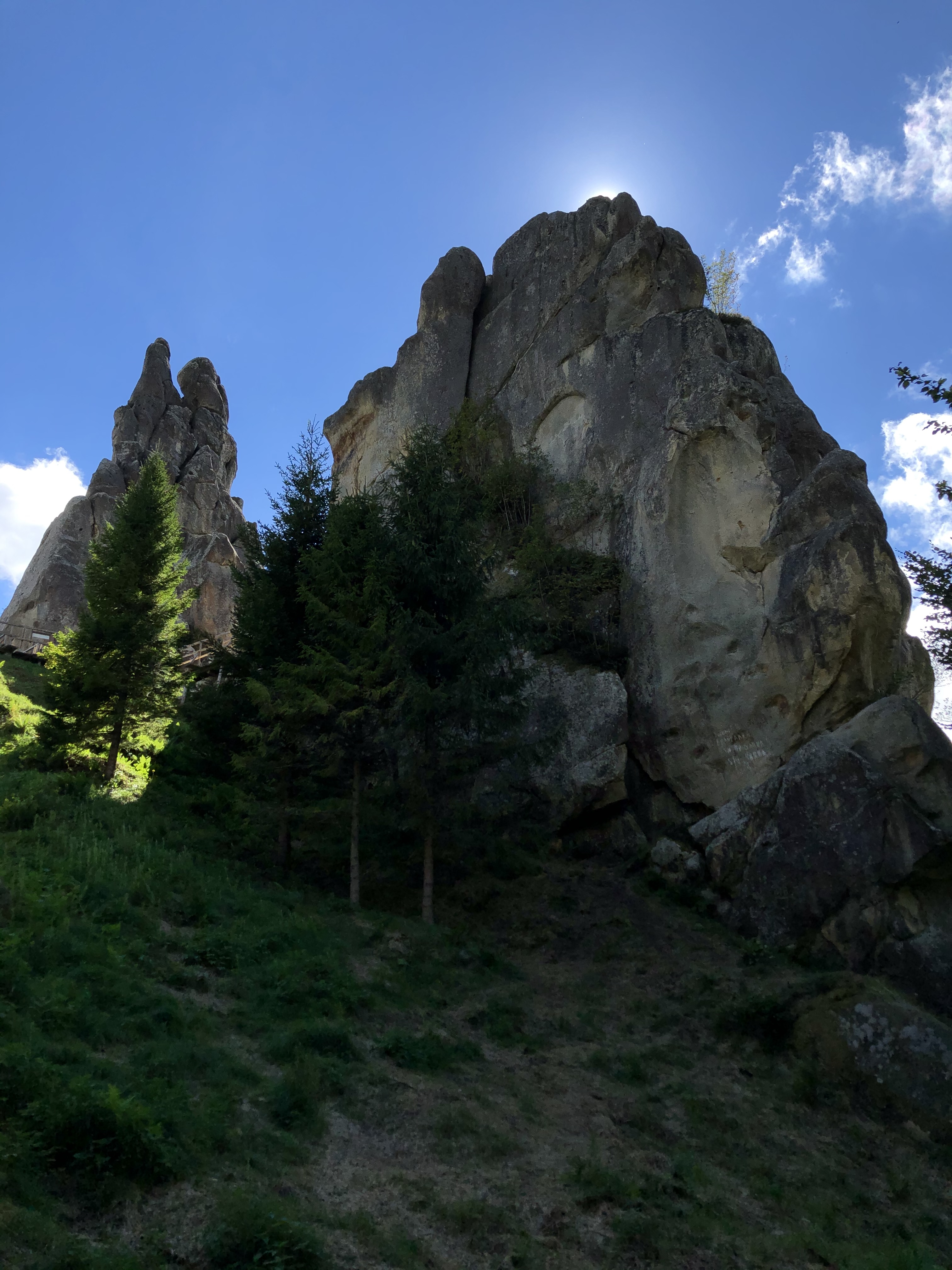
Вид на скелі влітку.
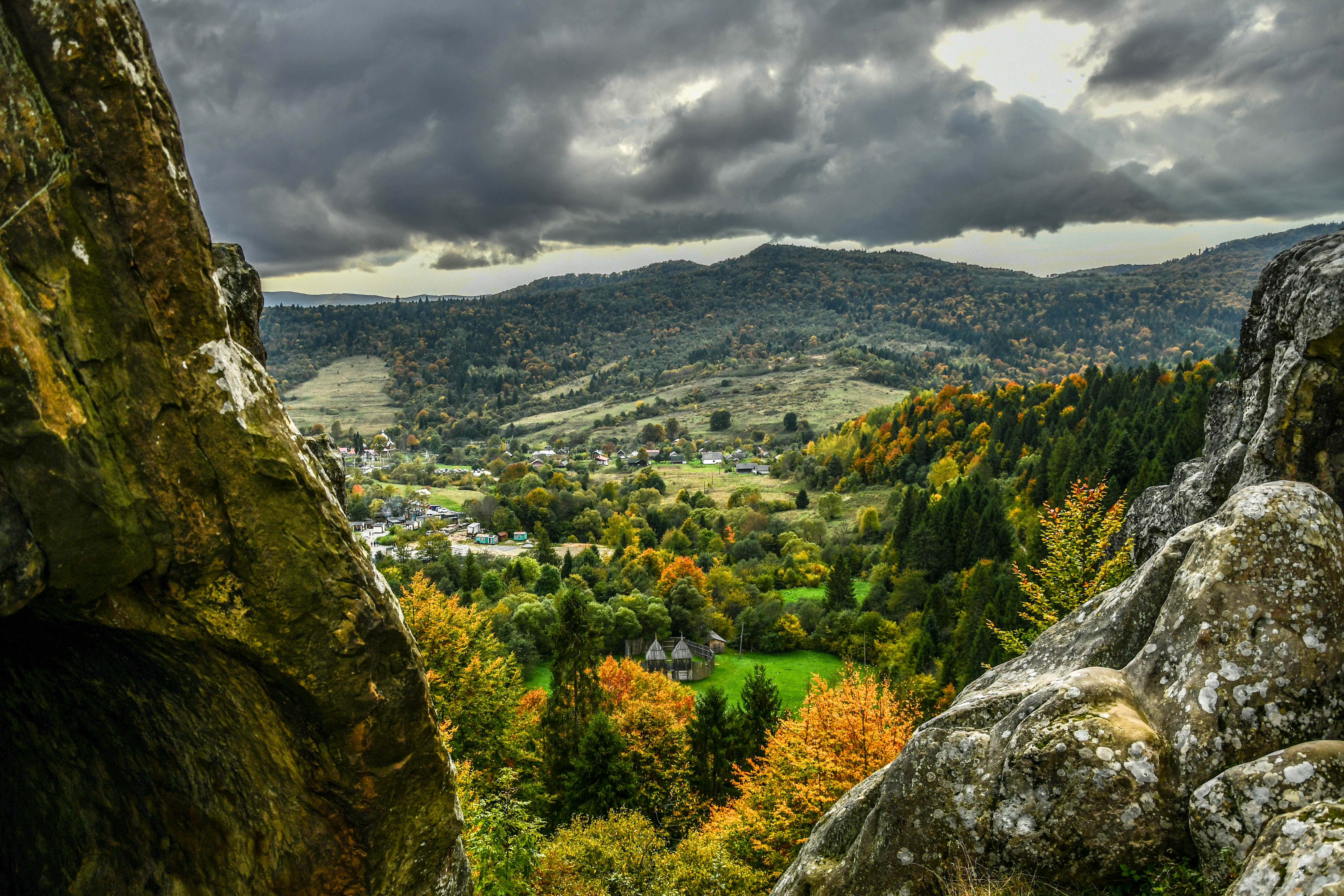
Вид з гори на село Урич
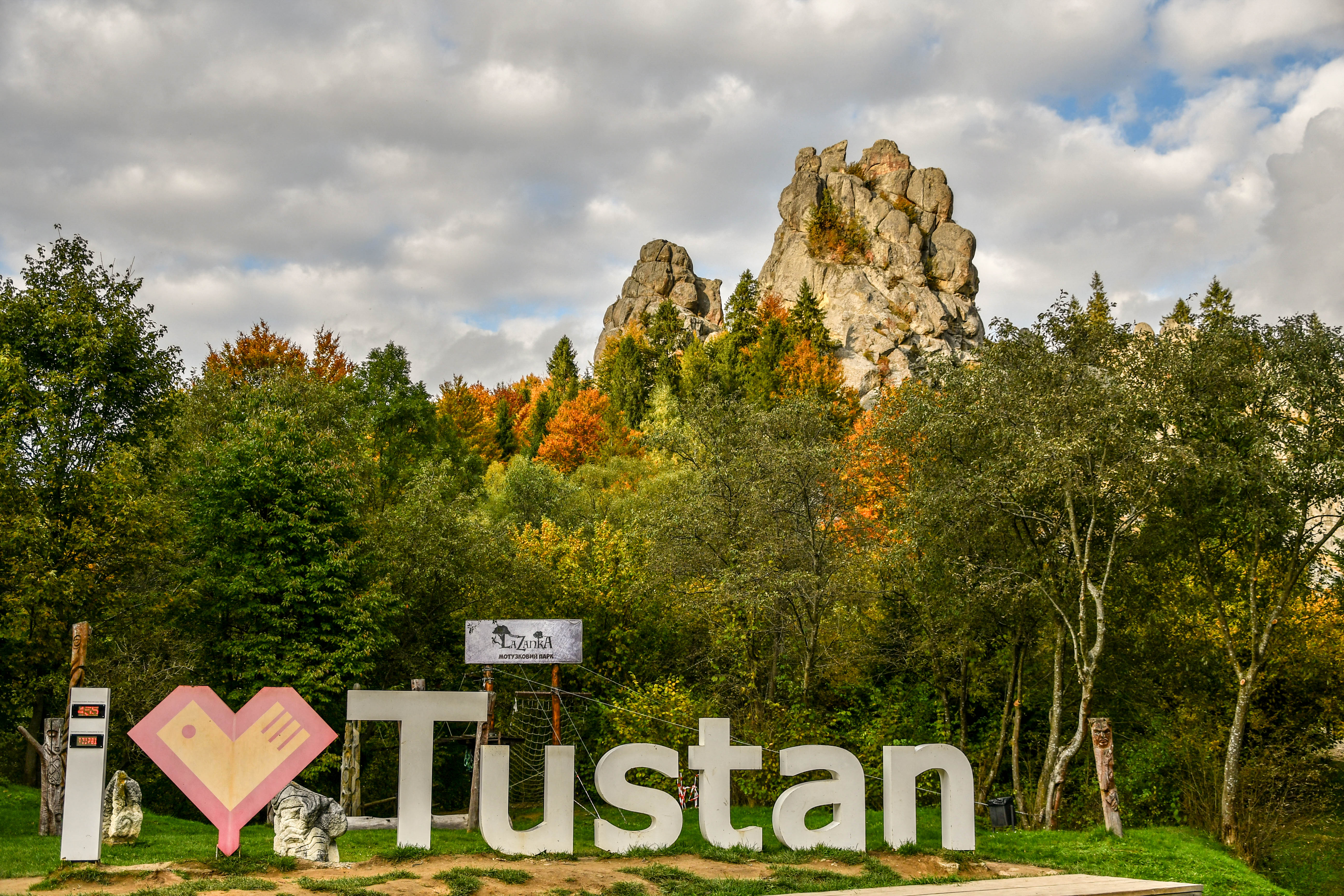
Арт-об'єкт "Я кохаю Тустань"
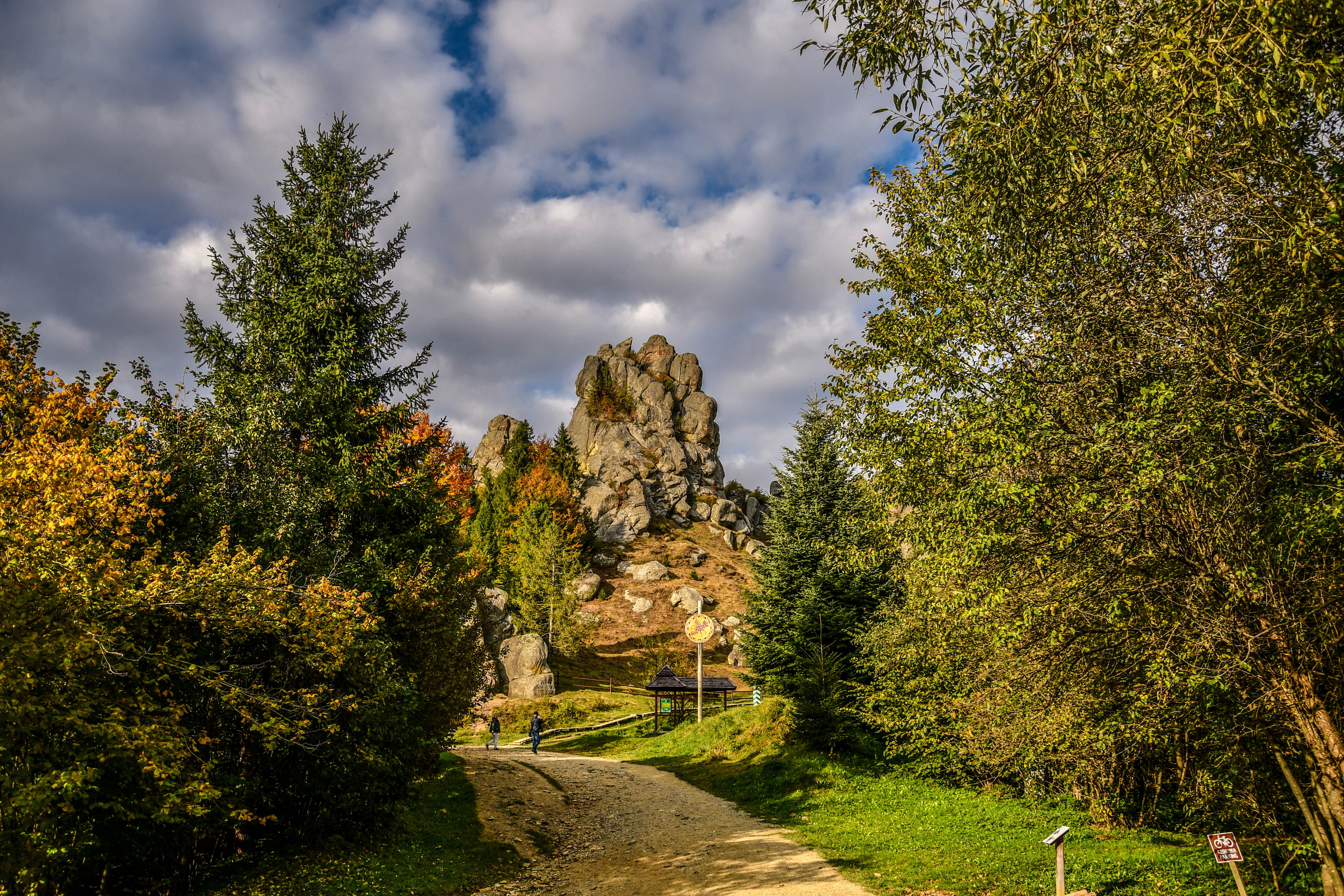
Скеля та вхід в Тустань
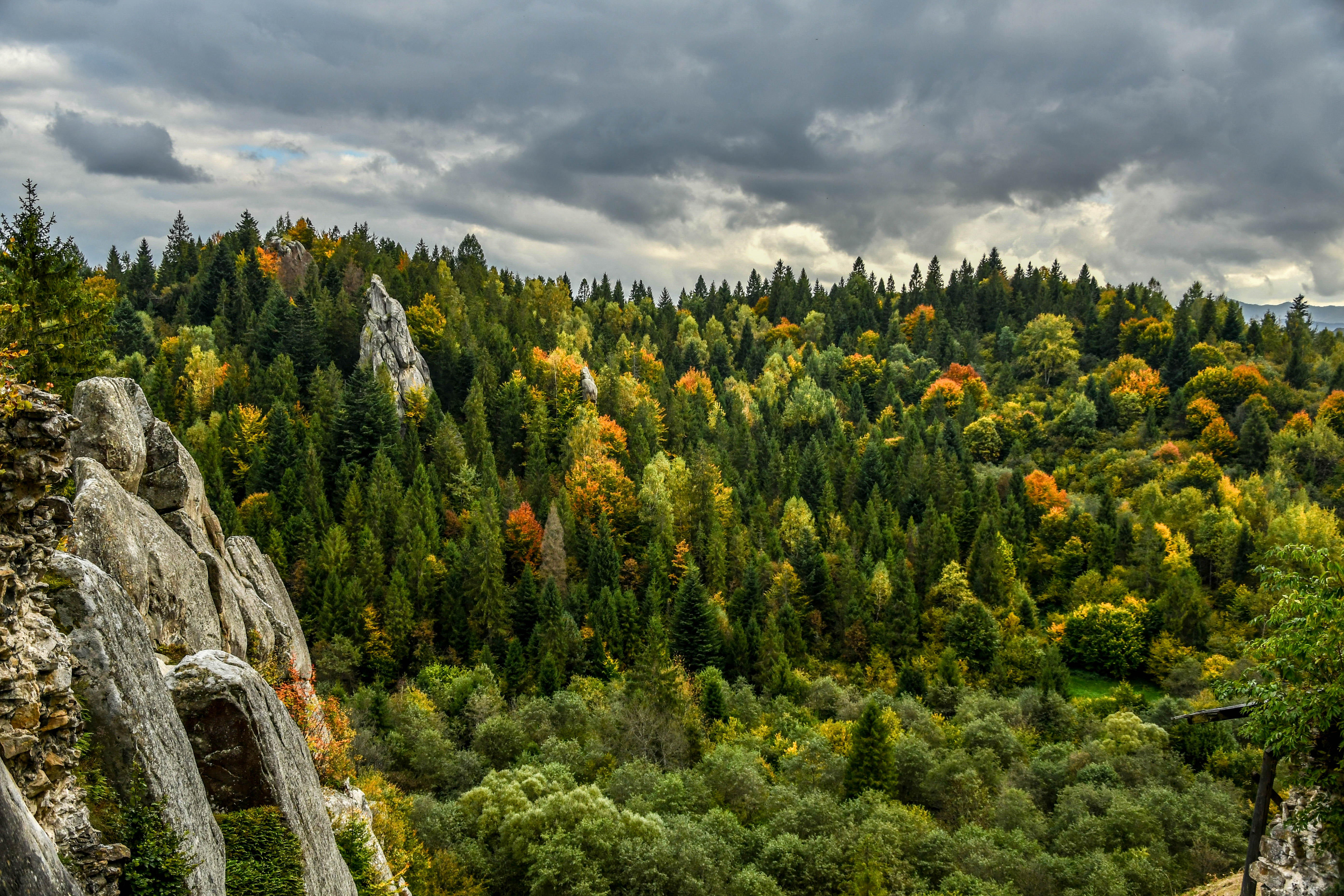
Краєвид на лісові пагорби
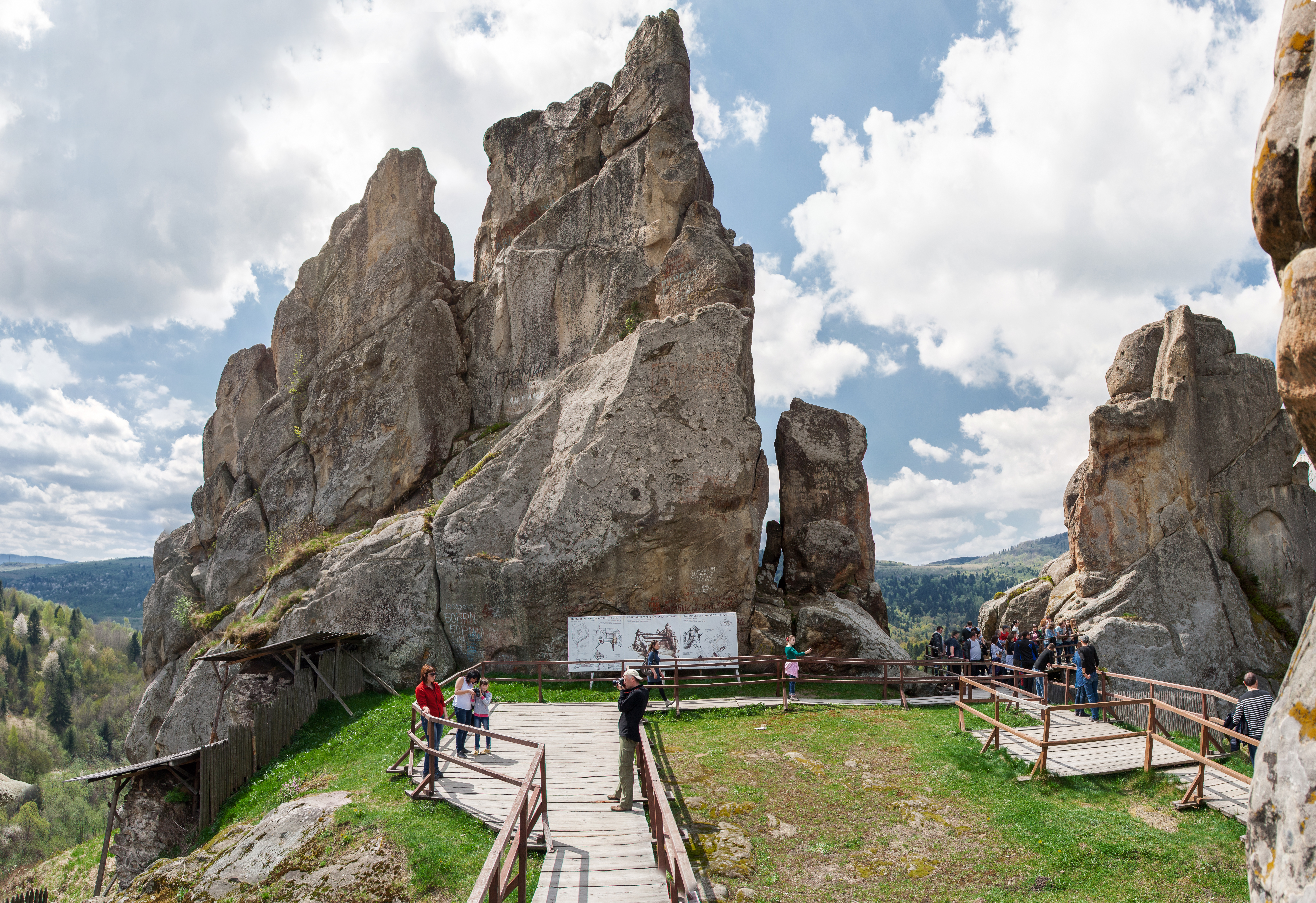
Руїни фортеці Тустань
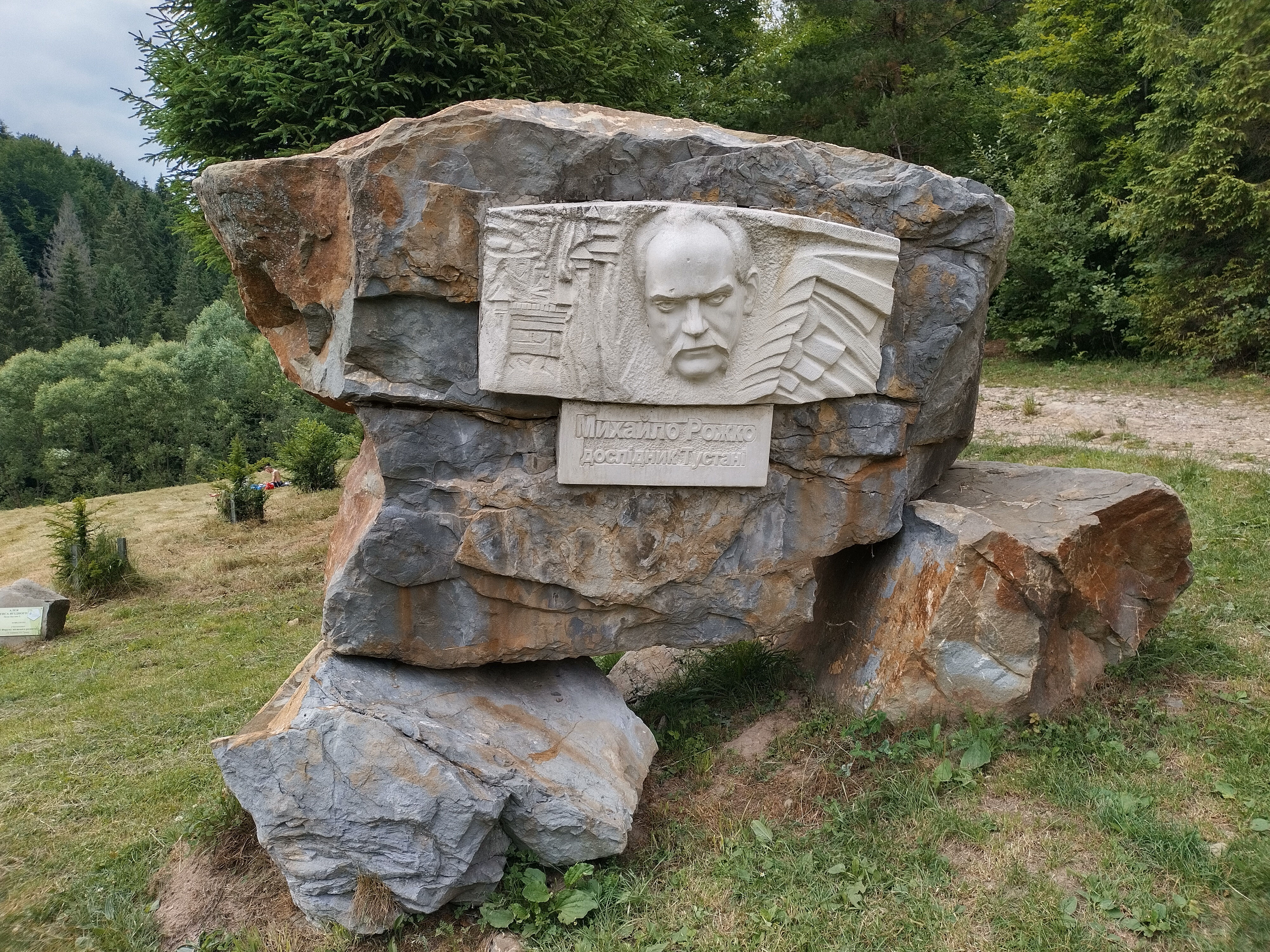
Меморіальна плита українському вченому Михайлу Рожку
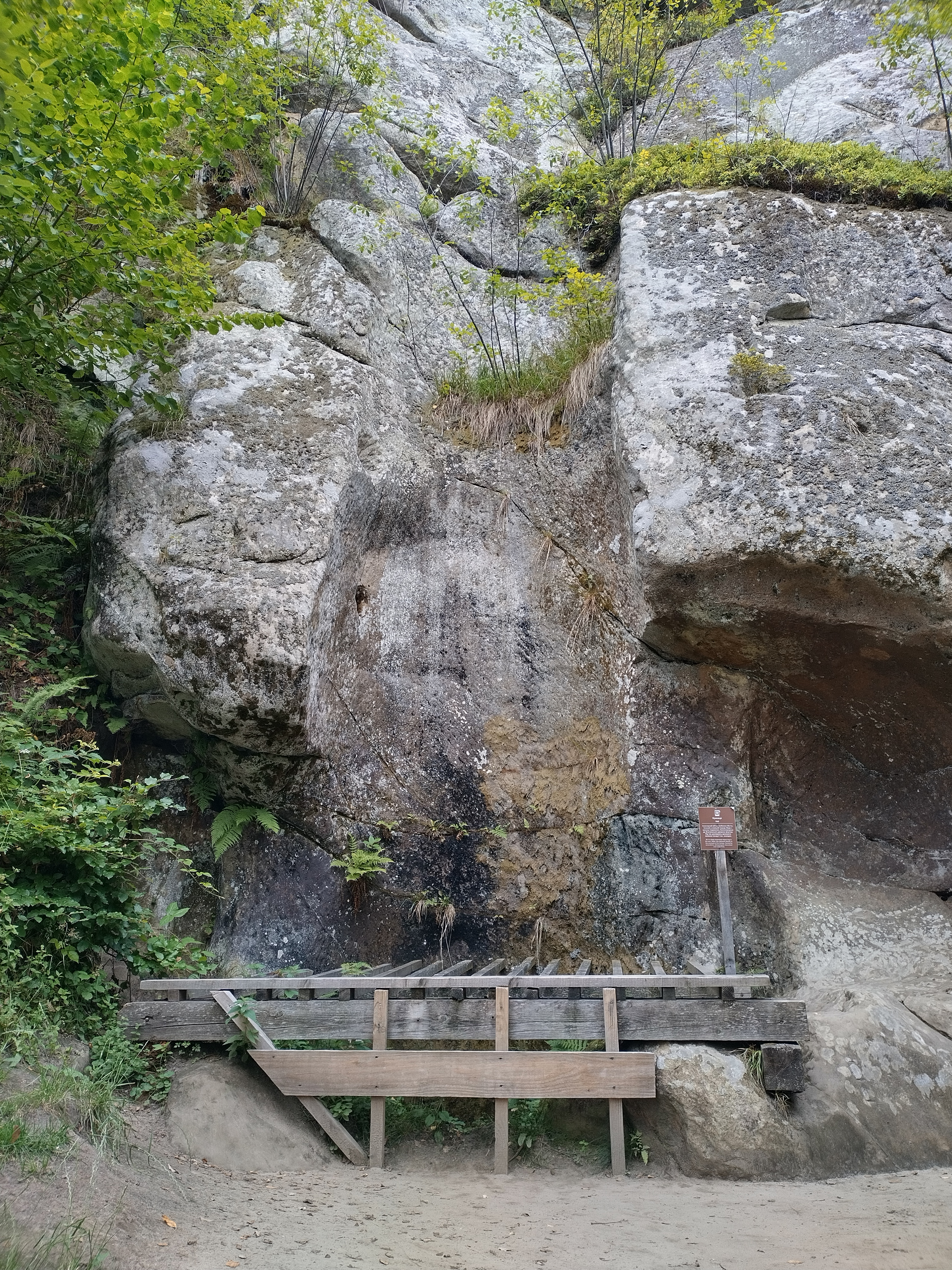
Криниця
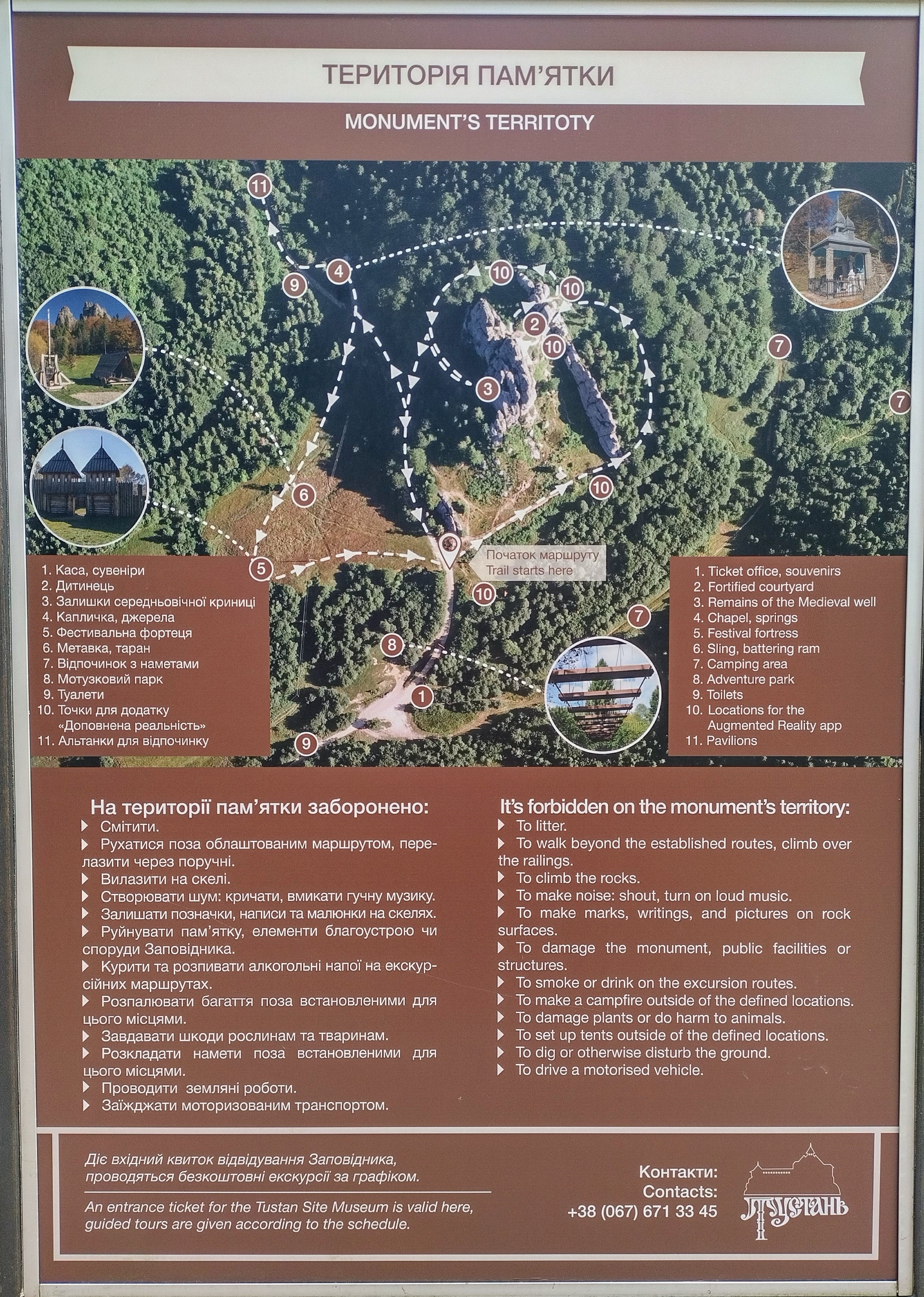
Карта-схема туристичного маршруту по заповіднику Тустань
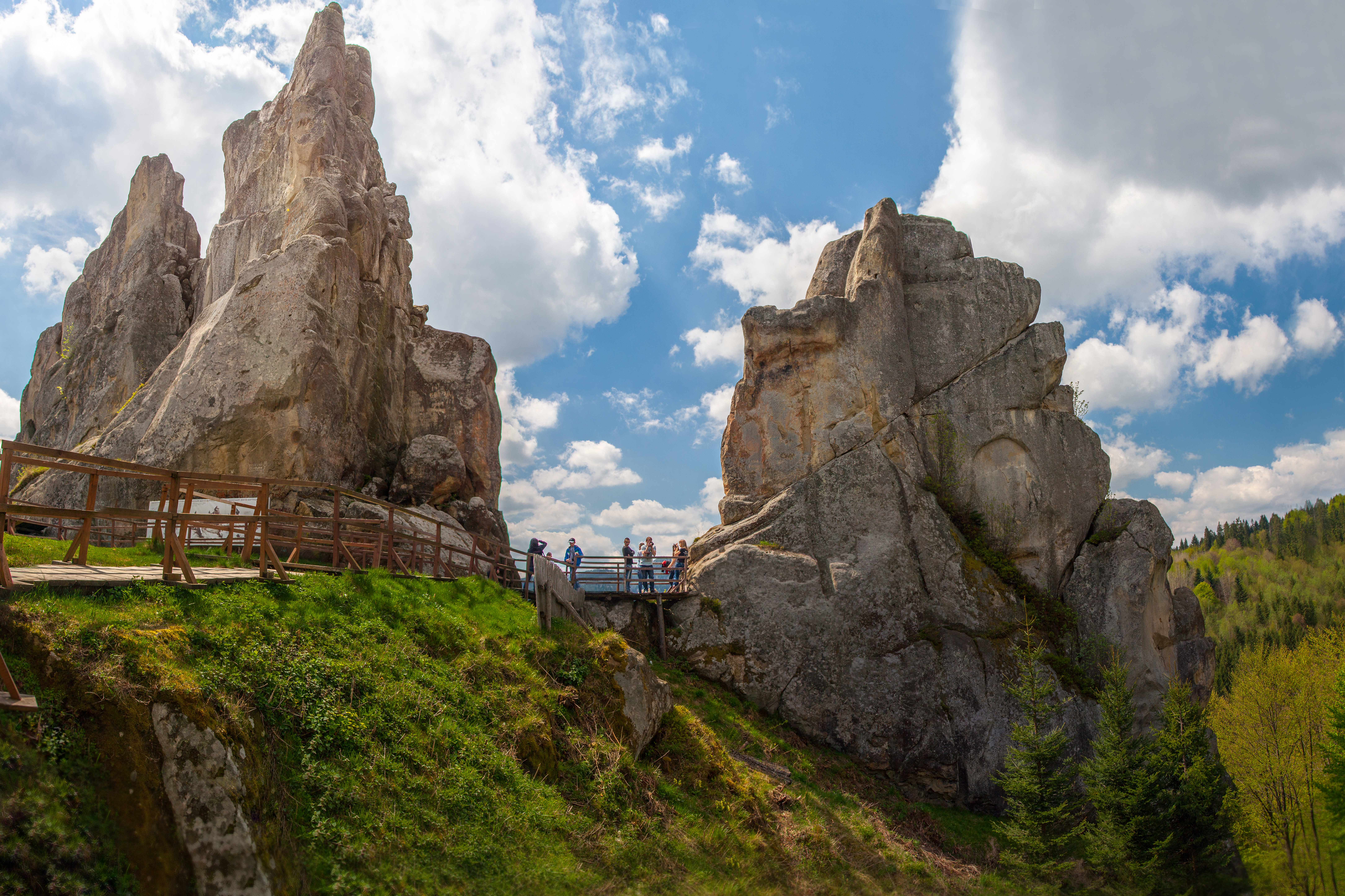
Біля входу на територію заповідника

## Архітектура
Наскельна фортеця Тустань посідає особливе місце у дерев'яному будівництві середньовіччя.
Скельні утворення, які самі собою є потужними оборонними стінами, були дуже вдало використані будівничими. Проміжки між скелями були перегороджені дерев'яними стінами, що закривали можливі підступи до замку. Там, де дерев'яні конструкції прилягали до скель, у камені видовбували спеціальні заглиблення — пази та вруби, щоб закріпити колоди у скелі. Ці сліди дозволяють відтворити зовнішній вигляд фортеці XII—XVI ст., незважаючи на те, що самих дерев'яних конструкцій уже давно не існує. Лише на комплексі Камінь наскельної фортеці Тустань таких слідів наскельної забудови досліджено понад 4000.
Проаналізувавши всі сліди, головний дослідник Тустані Михайло Рожко дійшов висновку, що будівництво фортеці мало кілька етапів, постійно розбудовудовуючись, збільшуючись у висоту і займаючи все вищі майданчики скельного комплексу. У період свого розквіту фортеця охоплювала всі можливі галереї та тераси від підніжжя до вершини. У внутрішньому дворі суцільна забудова мала п'ять поверхів, кожен заввишки 3,5-4 м, що є ознакою дуже високого рівня будівельної культури.
Для забезпечення водою під час облоги фортеця мала криницю (35 м глибиною) і дві цистерни (видовбані в камені). До сьогодні збереглись рештки кам'яної стіни. Михайло Рожко датував зведення стіни другою половиною XIII ст. Вона мала товщину 2,5 м і перекрила пази, вирубані на скелях для дерев'яних стін.

## Археологія
І.Франко:
| | \| «А прецінь в лісистих провалах на схід від цього села в величезних камінних «бовтах» якісь дивні віки, якась старинна, дивна, запропавша культура записала твердими і глибокими буквами свої сліди. З яких часів, з якої доби походять ті сліди, яку ціль мали ті люди, що їх з великим трудом в скелі вижолобили — о тім наші історичні записки нічого не кажуть, більшу або меншу оповідь могла б дати тільки археологія на підставі докладного дослідження і порівняння всіх подібних забутків у Європі та інших частинах старого світу». \| |
| «А прецінь в лісистих провалах на схід від цього села в величезних камінних «бовтах» якісь дивні віки, якась старинна, дивна, запропавша культура записала твердими і глибокими буквами свої сліди. З яких часів, з якої доби походять ті сліди, яку ціль мали ті люди, що їх з великим трудом в скелі вижолобили — о тім наші історичні записки нічого не кажуть, більшу або меншу оповідь могла б дати тільки археологія на підставі докладного дослідження і порівняння всіх подібних забутків у Європі та інших частинах старого світу». | |

Ці отвори-сліди, отвори-вруби у скелях слугували для закріплення колод. У 1970 роках загадка цих отворів була остаточно розгадана. Вчені зафіксували та проаналізували всі 3,5 тисяч врубів і змогли відтворити (з 90-відсотковою імовірністю) конструкцію та зовнішній вигляд унікальної оборонної споруди.
Оборонні стіни фортеці сягали до 15 м заввишки, житловий корпус площею понад 1000 м² був 5-поверховим з безліччю складських та службових приміщень, розташованих як на поверхні, так і у товщі скелі.
Під час археологічних досліджень фортеці Тустань було зібрано понад 25 тисяч археологічних знахідок. Серед них дерев'яні елементи забудови, металеві вироби, кераміка, скло, шкіряні вироби.
Найцікавішими серед металевих виробів є хрестик-енколпіон, щиток персня з гравійованим малюнком птаха, бронзова булава, кувалда, сокира, наконечники арбалетних стріл, втульчасті та черешкові наконечники лучних стріл, наконечники списів, кресала, шпори, сердечники дзвоників, різці по дереву, голки, застібки до книжок.
Дерев'яні знахідки представлені значною кількістю дерев'яних конструкцій, серед яких фрагменти шести одвірків, стовпові конструкції галереї, фрагменти брусів, кілків-тиблів, дощок із врубками «ластівчин хвіст», драниці, ґонти, а також дерев'яні ложки та лопата.
Виявлені в часі археологічних розкопок фрагменти керамічного посуду датуються дослідниками IX—XVII ст. Також було знайдено кахлі, зокрема виділяються елементи із рельєфним зображенням Юрія Змієборця, який убиває дракона.

### Дослідження Тустані
Науковий інтерес до скель в Уричі виник на початку XIX ст. і був пов'язаний з краєзнавчими студіями.
У XX ст. розвідувальні дослідження про Тустань підготували Я. Пастернак, О. Ратич, П. Рапопорт, Р. Багрій.
Протягом  1971—1978 рр. Михайло Рожко разом із групою ентузіастів здійснив систематичні обміри наявних слідів забудови та склав перші реконструкції фортеці. Від 1978 року розпочався якісно новий етап досліджень Тустані, коли на пам'ятці розпочала роботу експедиція Львівської обласної організації Українського товариства охорони пам'яток історії та культури, яка у 1979—1991 рр. була трансформована у Карпатську архітектурно-археологічну експедицію Інституту суспільних наук АН УРСР під керівництвом Михайла Рожка. Послідовне системне вивчення Михайлом Рожком скельних утворів Тустані дозволило досліднику виконати планувально-просторову та об'ємну реконструкцію фортечного комплексу Тустані із центральним ядром на скельній групі Камінь та окремими оборонно-сторожовими пунктами на Острому Камені та Малій Скелі. На підставі аналізу результатів археологічних розкопок, архітектурно-археологічних обмірів скель зі слідами влаштування дерев'яних конструкцій та залишків мурованих стін була виконана реконструкція п'яти будівельних періодів дерев'яної забудови фортеці. Обстеження подібних ландшафтно-архітектурних об'єктів зі слідами від дерев'яних конструкцій, розташованих у Бубнищі, Розгірчому та Підкамені, інших укріплених місць близького оточення Тустані дозволили також зробити висновок про характер будівництва та архітектуру фортифікацій княжої доби, розташованих у гірських, скелястих місцях, та визначити місце пам'ятки у комплексі тогочасних оборонних об'єктів Східних Карпат. Проведені археологічні дослідження дозволили досліднику дійти висновку, що численні сліди від прилягання дерев'яних споруд до скель, які були відкриті в процесі розкопок, підтвердили наявність кількаетапної дерев'яної забудови фортеці.

### Петрогліфи

Зображення рівнораменного хреста

Наскельні зображення (петрогліфи) є особливою ділянкою пам'яток давньої культури людства і його первісного мистецтва. В основному в Тустані петрогліфи розміщені на центральній і найбільшій групі — Камінь, і знаходяться в важкодоступних місцях.
Серед усіх петрогліфів Тустані увагу науковця Миколи Бандрівського привернула група зображень, які мають вигляд кола, диска або ж схематичних округлих фігур. Такі знаки прийнято називати солярними (сонячними). Дослідник проаналізував розміщення цих солярних знаків і вважає, що існувала певна система розміщення знаків, які наносили на скелі за наперед розробленим планом. Проте не всі дослідники погоджуються з думкою про рукотворне походження «солярних знаків». Зокрема, доктор геологічних наук Богдан Рідуш довів, що це природні рельєфи закам'янілих морських губок, які утворилися в процесі вивітрювання скельної породи.
Збереглися в Тустані і петрогліфи рукотворного походження. Особливе зацікавлення становлять поодинокі зображення тварин: вовка, що наздоганяє лося, коня та вершника. Під час розкопок під керівництвом М. Рожка на схилах Великого Крила була виявлена група наскельних зображень, яка складається із восьми фігур: п'яти сокир, двох хрестів і однієї свастики-чотиринога.
Велика частина петрогліфів могла бути створеною у XVIII—XX ст., коли скелі Тустані були вже відомим об'єктом для мандрівників. Значну групу виявлених пам'яток презентують геральдичні знаки. В основному це тризуби, а також символи різних організацій.

## Історико-культурний заповідник «Тустань»
1994 року Постановою Кабінету Міністрів України створено Державний історико-культурний заповідник «Тустань». Функції його дирекції було покладено на Львівський історичний музей.
Втім, 2005 року створено окрему дирекцію ДІКЗ «Тустань».
З вересня 2016 року перейменовано на Комунальний заклад Львівської обласної ради "Адміністрація державного історико-культурного заповідника «Тустань», скорочена назва — КЗ ЛОР АДІКЗ «Тустань».
До сьогоднішнього дня в історико-культурному заповіднику «Тустань» залишилася печера. Щороку влітку тут відбувається тривалий середньовічний фестиваль «Ту Стань!», де реконструктори відтворюють штурм міні-фортеці та влаштовують лазерне шоу на каменях.
Сама фортеця не збереглася до наших днів, проте український дослідник Михайло Рожко присвятив багато часу вивченню Тустані і вдалося відкрити її для широкого загалу. Його син, Василь Рожко, продовжив діяльність батька, здійснивши цифровізацію музейних експонатів та сприяючи розвитку інфраструктури.
Музей Тустані, входячи до складу заповідника, вражає своєю унікальністю, демонструючи рідкісні предмети, які рідко зберігаються протягом тривалого часу через їхню дерев'яну природу. Серед експонатів можна побачити дерев'яний одвірок, виявлений у криниці, стародавній гонт, репліку ключа від таємного входу, воєводський стілець, а також петрогліфи та механізм, що використовувався для відчинення в'їзних воріт. Відвідування музею також стає цікавим заходом, оскільки відтворено величні образи укріплень, які можна побачити у фільмах. Для дітей це надзвичайно захопливе дослідження.

## Додаток
Взимку 2018 року було створено мобільний додаток, що дозволяє туристам досліджувати стародавню оборонну споруду. В передмові до програми Tustan AR мо́виться про те, що користувачі можуть вмикати анімацію та фотографувати. Додатком можна скористатись тільки в місцях, де розміщені залишки фортеці. На цей час існує 5 точок, на котрих встановлені спеціальні таблички. Щоб побачити віртуальну історичну ретроспекцію, потрібно просто навести телефон на табличку.

## Фестиваль
Вже багато років поспіль у чарівній місцині Карпат, в підніжжі стародавньої Тустані, наскельної фортеці і митниці ІХ-XVI століть, відбувається один з найпотужніших фестивалів середньовічної культури «Ту Стань!».
Це справжнє дійство, яке на три дні повністю стирає часові межі і занурює у феєрію легенд! Танці і співи, лицарські бої та справжній нічний штурм фортеці, ремесла і смачна кухня, духовна територія, майстер-класи для дітей та найцікавіші екскурсії. А ще — лазерне шоу і «Машина часу» — подорож у минуле за допомогою доповненої та віртуальної реальності.